# Pea Soup
Pour plus de détails, voir Fiche technique et Distribution.
Pea Soup est un documentaire québécois produit et réalisé par Pierre Falardeau et Julien Poulin, et sorti en 1979.

## Fiche technique
- Titre : Pea Soup
- Réalisation : Pierre Falardeau et Julien Poulin
- Photographie : Pierre Falardeau
- Photographie : Pierre Falardeau
- Montage : Pierre Falardeau et Julien Poulin
- Production : Pierre Falardeau et Julien Poulin
- Pays d'origine :  Canada
- Langue : Français
- Genre : Documentaire
- Durée : 94 minutes
- Dates de sortie : 
  -  Canada : 14 février 1979

## Kentucky kid
Le film présente un extrait d'entrevue avec un jeune garçon de 6 ans nommé Paul Ross qui mange du poulet frit Kentucky (PFK). L'entretien est présenté par l'acteur Julien Poulin qui est aussi coréalisateur du film.